# Kevin Wood
Kevin Wood ist ein simbabwischer Straßenradrennfahrer.
Kevin Wood wurde 2004 simbabwischer Meister im Einzelzeitfahren der Eliteklasse. Außerdem wurde er Dritter der Gesamtwertung beim Blue Cross Cycle. In der Saison 2007 wurde er Dritter auf dem vierten Teilstück der Tour of Bulawayo, wo er auch den zweiten Platz in der Gesamtwertung belegte. Bei dem Etappenrennen in Kushanya wurde Wood Dritter auf dem ersten Teilstück.

## Erfolge
2004
- Simbabwischer Meister – Einzelzeitfahren